# Aquilon (1733)
Pour les articles homonymes, voir Aquilon.
L’Aquilon est une grosse frégate portant 42 canons, construite par René-Nicolas Levasseur en 1731 à Toulon, et lancée en 1733. Elle faisait partie de ce petit nombre de bâtiments lancés dans les vingt-cinq premières années du règne de Louis XV, période de paix marquée par de faibles crédits pour la Marine. De par son armement important, elle était proche des petits vaisseaux de ligne de 50 canons, ce qui explique qu'elle fut plusieurs fois intégrée à des divisions ou escadres alors que ce n'était normalement pas la mission des frégates. Utilisée plusieurs fois au combat, elle fut perdue par naufrage pendant la guerre de Sept Ans.

## La carrière du navire

### Guerre de Succession d'Autriche
En 1740, la frégate partit pour les Antilles dans l’escadre du marquis d'Antin chargée de faire une démonstration de force contre les Anglais avec qui la tension montait. En août 1741, elle reprit le chemin de Toulon dans la petite division du chevalier de Caylus. Sous les ordres du comte de Pardaillan, elle naviguait en compagnie du vaisseau le Borée et de la frégate la Flore. Le 5 août 1741, en traversant le détroit de Gibraltar, dans les eaux du cap Spartel, elle fut interceptée par une division anglaise de quatre vaisseaux et une frégate qui naviguait sous pavillon hollandais. Le commandant anglais détacha une embarcation vers l’Aquillon pour l’interroger sur sa nationalité puis fit ouvrir le feu. Le comte de Pardaillan fut tué sur le coup. Le combat, qui s’engagea en pleine nuit dura trois heures. L’escadre anglaise, endommagée, se retira, puis son chef fit transmettre ses excuses au chevalier de Caylus en disant qu’il avait pris ses vaisseaux pour des Espagnols avec qui la guerre était déclarée depuis 1739. En février 1744, l'Aquilon participa à la bataille du cap Sicié au centre du dispositif franco-espagnol. 

### Guerre de Sept ans
En 1755 la guerre menaçait de nouveau avec l'Angleterre. Pour y faire face, le chef d'escadre Dubois de La Motte avait reçu le commandement d'une flotte de dix-huit voiles composées trois vaisseaux de ligne, onze vaisseaux armés en flûtes et quatre frégates. Cette force convoyait 3 000 hommes de troupes à destination du Canada et embarqués pour l'essentiel sur les onze vaisseaux réduits en flûte. L’Aquilon, commandée à ce moment-là par le capitaine Froger de la Rigaudière faisait partie des navires réduits en flûte pour le transport des troupes et n'était équipée que de 22 canons. Après cette mission, elle servit ensuite comme navire hospitalier. L'année suivante, elle était commandée par Bidé de Maurville.
Le 18 mai 1756, le navire fut envoyé comme escorte avec la frégate Fidèle, jusqu'à Rochefort lorsqu'il aperçut les navires britanniques le  Colchester (commandé par Lucius O'Brien) et le Lyme. L’Aquilon et le Colchester se battirent durant sept heures et se séparèrent.  L’Aquilon perdit plus de 60 marins et plusieurs furent blessés dont son capitaine qui perdit un bras. En 1757, Monsieur de Turgot fut le nouveau capitaine. Cette année-là, il fut poursuivi par le vaisseau anglais l’Antelope. Après deux heures de combat, la perte de 30 marins et 25 blessés, il s'échoua sur des roches dans la baie d'Audierne, causant la perte de l’Aquillon,.